# Sângeorz-Băi
Sângeorz-Băi là một thị xã thuộc hạt Bistrița-Năsăud, România. Dân số thời điểm năm 2002 là 10224 người.